# Premis Bodil
El Premi Bodil (Bodilpris) és un dels més antics premis cinematogràfics danesos, atorgat per l'Associació Nacional de Crítics de Cinema de Dinamarca (Filmmedarbejderforeningen). Va ser atorgat per primera vegada el 28 d'abril de 1948, i premia films i actors als quals els crítics consideren de més mèrit, sense tenir en compte interessos comercials o ingressos de taquilla.
S'entrega anualment en una cerimònia que se celebra al Cinema Imperial a Copenhaguen. Porta el seu nom en honor de dos importants actrius daneses, Bodil Kier i Bodil Ipsen.
El trofeu representa una figura femenina fet en porcellana i va ser dissenyat per l'artista Ebbe Sadolin i esculpit per Svend Jespersen.

## Categories
- Millor pel·lícula danesa (des de 1948)
- Millor actor principal (des de 1948)
- Millor actriu principal (des de 1948)
- Millor actor secundari (des de 1948, intermitent)
- Millor actriu secundària (des de 1948, intermitent)
- Millor pel·lícula americana (des de 1948)[1]
- Millor pel·lícula no nord-americà (des de 1948)[2]
- Millor documental o curtmetratge (des de 1948, intermitent)
- Millor pel·lícula europea (1961-2000)
- Millor pel·lícula no europea (1961-2000)
- Millor director de fotografia (des de 2004)
- Premi Bodil especial (des de 2008)
- Premi Honorari (des de 1951, intermitent)